# Morsecode

Schema der Morsezeichen

Der Morsecode (auch: Morsealphabet oder Morsezeichen genannt, selten geschrieben auch: Morsekode) ist ein früher sehr gebräuchlicher Telegrafencode zur telegrafischen Übermittlung von Buchstaben, Ziffern und weiterer Zeichen. Er bestimmt das Zeitschema, nach dem ein diskretes Signal ein- und ausgeschaltet wird. Benannt ist er nach Samuel Morse, der jedoch nicht die heute gebräuchliche Form des Codes vorschlug, sondern eine deutlich davon abweichende Vorform desselben (siehe auch: Amerikanischer Morsecode).
In der Funktechnik bezeichnet man die Verwendung von Morsezeichen (unter Zuhilfenahme einer Morsetaste) auch als Funktelegrafie, Tastfunk oder kurz und prägnant als CW (Continuous Wave).

## Geschichte
Der 1837 vorgestellte Code kann als Tonsignal, als Funksignal, als elektrischer Puls mit einer Morsetaste über eine Telefonleitung, mechanisch oder optisch (etwa mit blinkendem Licht) übertragen werden – oder auch mit jedem sonstigen Medium, mit dem zwei verschiedene Zustände (wie etwa Ton oder kein Ton) eindeutig und in der zeitlichen Länge variierbar dargestellt werden können. Dieses Übertragungsverfahren nennt man Morsetelegrafie.
Das manchmal bei Notfällen beschriebene Morsen durch Klopfen an metallischen Verbindungen erfüllt diese Forderung daher nur bedingt, ist aber mit einiger Übung aufgrund des charakteristischen Rhythmus von Morsezeichen verständlich. Es ist abgeleitet von den „Klopfern“ aus der Anfangszeit der Telegrafentechnik, bestehend aus einem Elektromagneten mit Anker in einem akustischen Hohlspiegel. Beim Einschalten erzeugte er ein lautes und beim Abschalten ein etwas leiseres Klopfgeräusch. So konnte man den Klang der Morsezeichen schon vor der Erfindung des Lautsprechers selbst in größeren Betriebsräumen hörbar machen.

### Ursprung

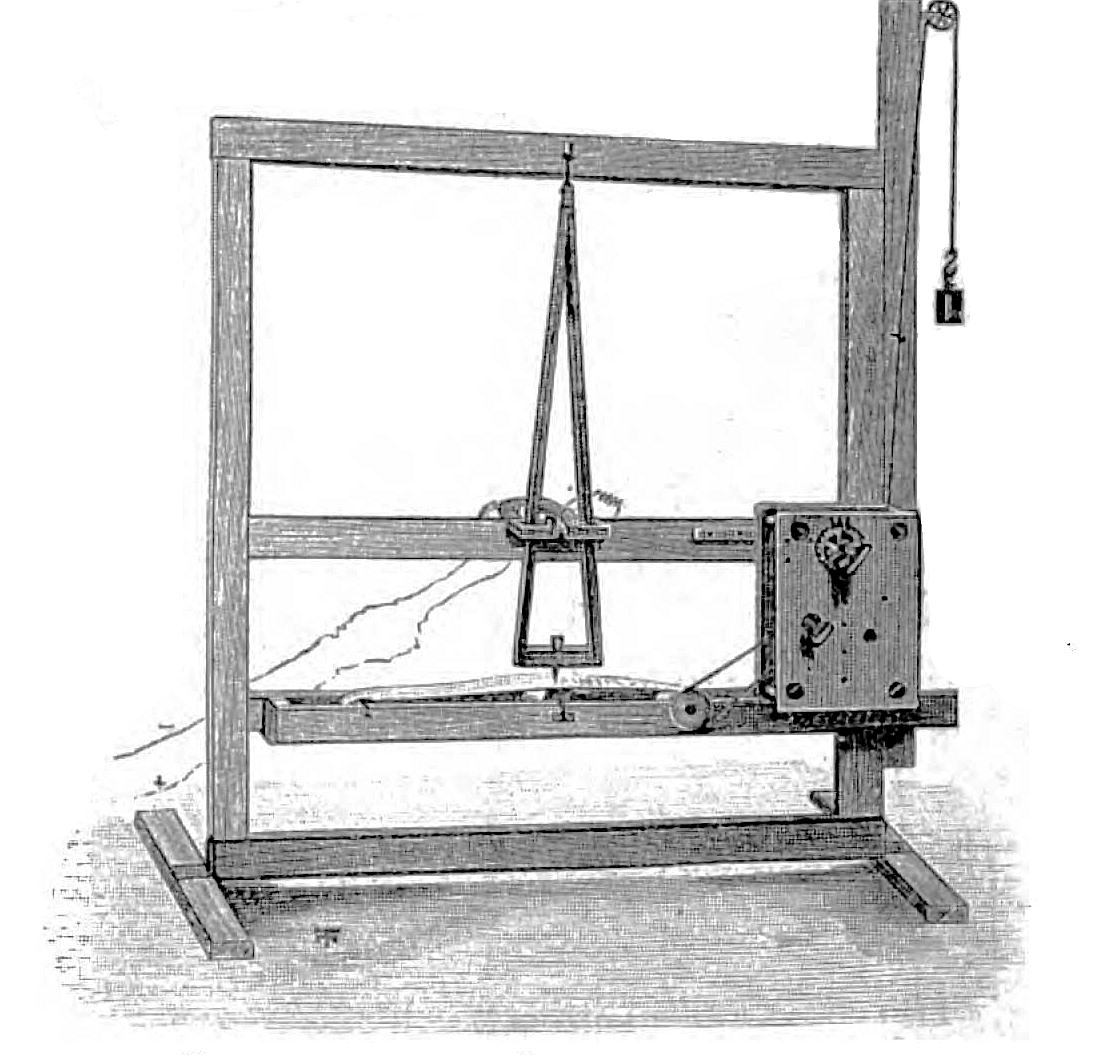
Morses erster Apparat (1837)

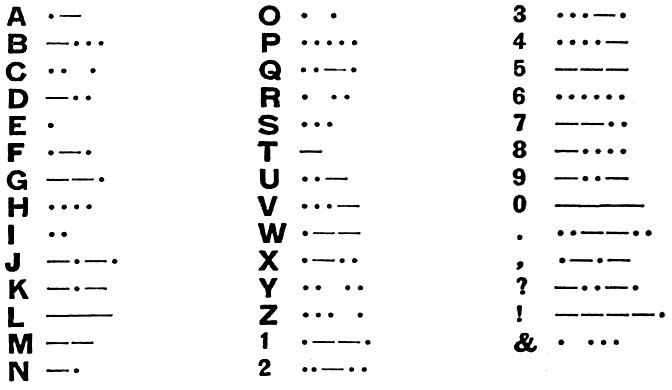
Der Amerikanische Morsecode

Samuel Morse erfand 1837 einen einfachen elektromagnetischen Schreibtelegrafen. Der verwendete Code umfasste bei ihm damals nur die zehn Ziffern. Die übertragenen Zahlen mussten mit Hilfe einer Tabelle in Buchstaben und Wörter übersetzt werden.
Alfred Lewis Vail, ein Mitarbeiter Morses, entwickelte ab 1838 den ersten Code, der auf Buchstaben basierte. Neben „Punkten“ ( · ) und „Strichen“ ( – ) gab es bei ihm auch „verlängerte Strichen“ und sogar einen „extra-langen Strich“, außerdem Pausen unterschiedlicher Längen innerhalb einzelner Buchstaben (Bild).
Im Jahr 1840 erweiterte Vail den Code um weitere Zeichen, um ihn möglichst allgemein verwenden zu können. Er schätzte die Häufigkeit der Verwendung von Buchstaben in der englischen Sprache ab, indem er die beweglichen Lettern zählte, die er in den Setzkästen einer Lokalzeitung in Morristown, New Jersey fand. Dieser Code wurde ab 1844 betrieblich eingesetzt (als Morse Landline Code oder American Morse Code bei amerikanischen Eisenbahnen und den Telegrafenunternehmen bis in die 1960er-Jahre).

### Standardisierung

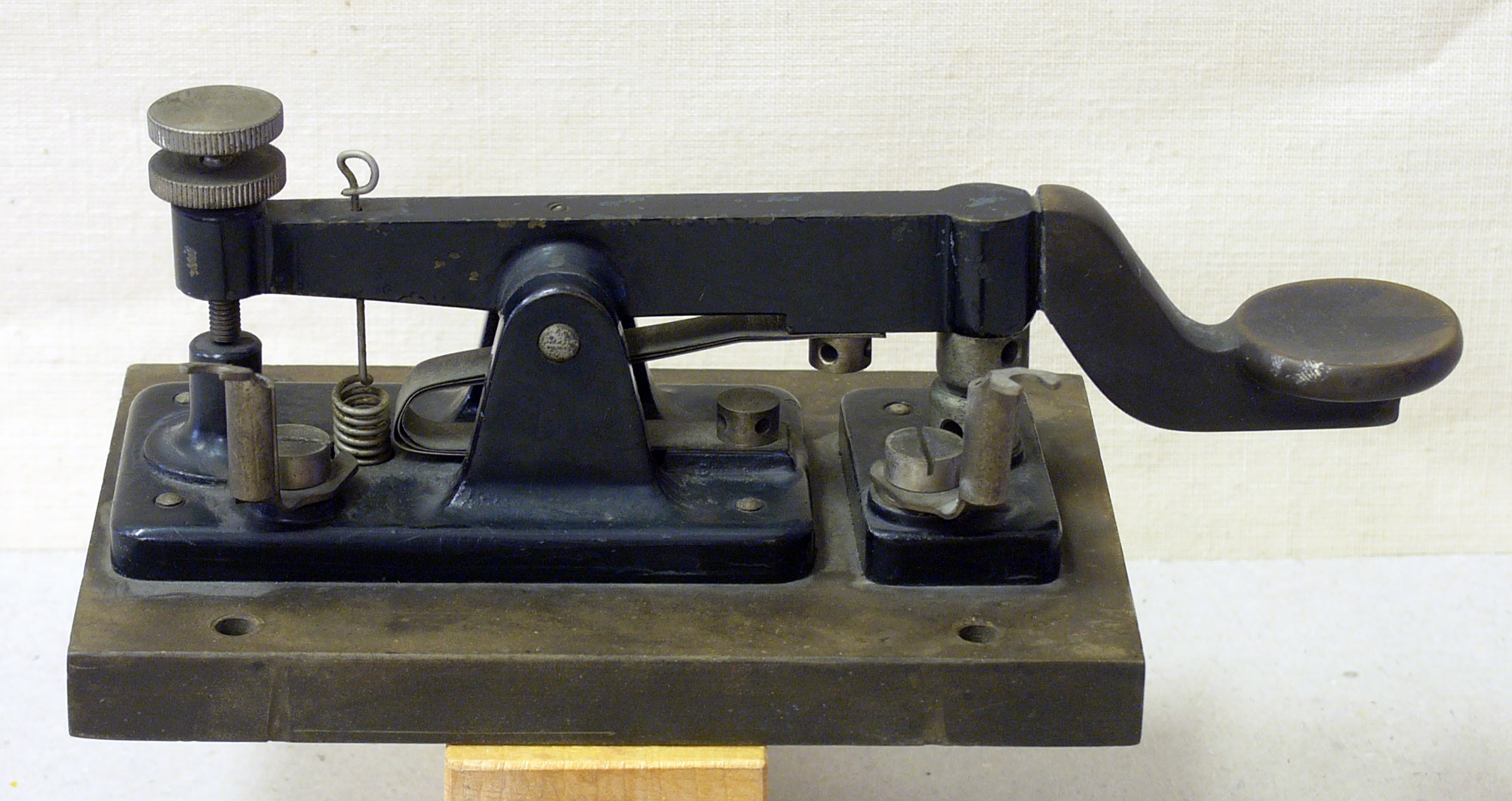
Frühe Morsetaste

Die unterschiedlich langen Pausen stellten eine Unzulänglichkeit des Codes dar, so dass Friedrich Clemens Gerke ihn 1848 zur Inbetriebnahme der elektromagnetischen Telegrafenverbindung zwischen Hamburg und Cuxhaven umschrieb. 1851 wurden die deutschen Umlaute (Ä Ö Ü) hinzugefügt. Dieser Code wurde nach einigen weiteren kleinen Änderungen 1865 auf dem Internationalen Telegraphenkongress in Paris standardisiert. Mit der Einführung der drahtlosen Telegrafie wurde auch hier der Morsecode verwendet. Von der Internationalen Fernmeldeunion (ITU) wurde der internationale Morsecode erst 2004 in der ITU Recommendation ITU-R M.1677-0 festgelegt. Die derzeitige gültige Version ist ITU-R M.1677-1 vom Oktober 2009.

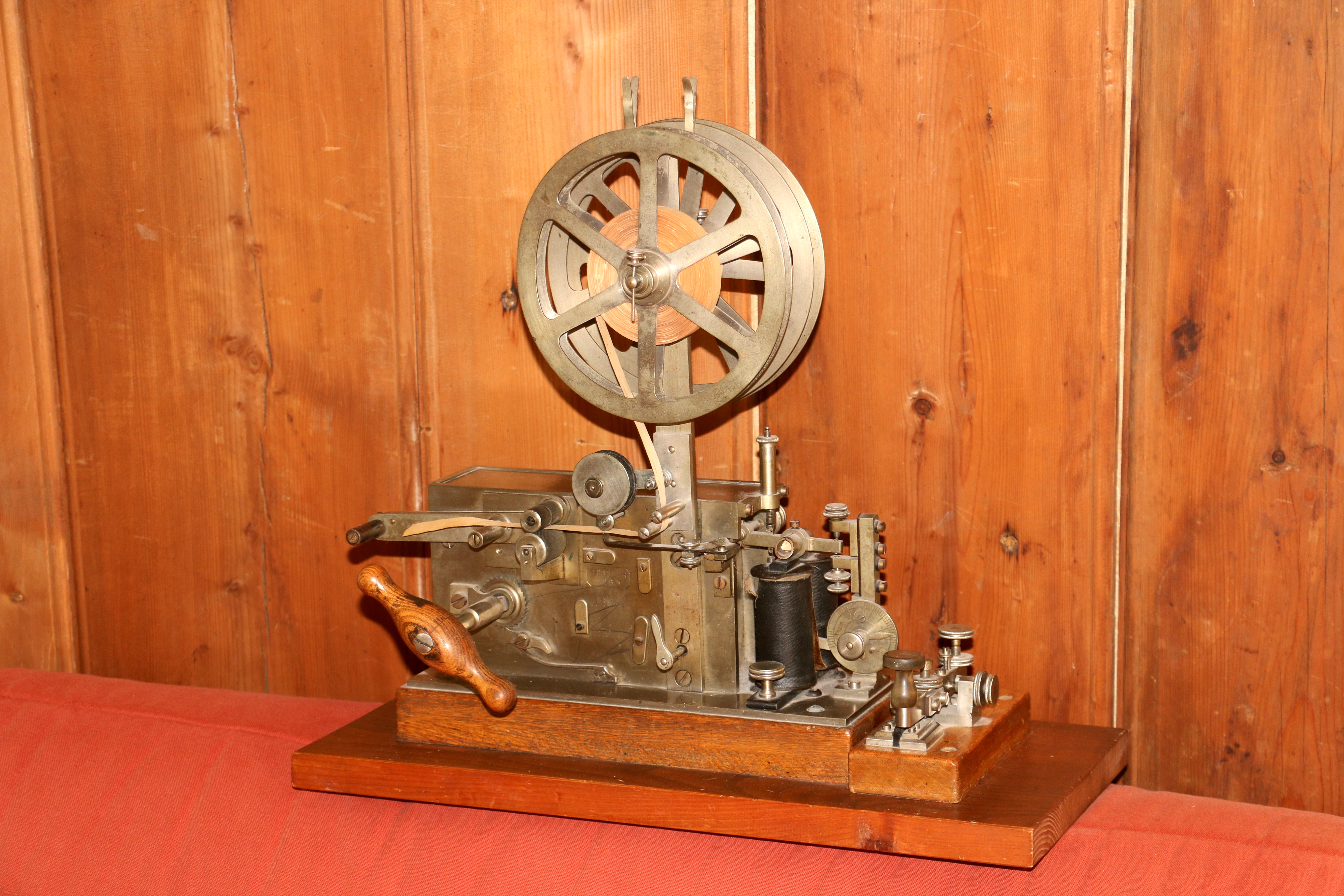
Solche Schreibtelegrafen von G.Hasler (Bern) waren bei der Gotthardbahn im Einsatz (um 1900)

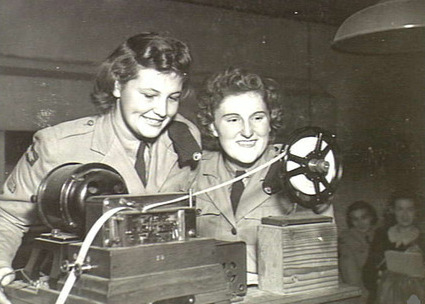
Automatischer Morseschreiber (1939)

Ein Seenotruf wurde erstmals 1909 über Funk gemorst. Dieses Ereignis führte zur breiten Einführung des Seefunks, nachdem die eher konservativen Reeder die neue Technik zuerst abgelehnt hatten.

### Telegrafie über Leitungen
Morsetelegrafie wurde mit der Einführung von Fernschreibern aus den Telegrafennetzen verdrängt. Im Funkbetrieb behielt sie aufgrund ihrer Einfachheit lange Zeit Bedeutung, jedoch wurden z. T. auch Fern- oder Hellschreiber eingesetzt, bis sie auch hier nach und nach durch andere Verfahren ersetzt wurde. Ein großes Einsatzfeld hatte sie noch im Seefunkverkehr, bis sie dort mit Einführung des weltweiten Seenot- und Sicherheitsfunksystems (GMDSS) zum 1. Februar 1999 ihre Bedeutung verlor.

### Drahtlose Telegrafie
Morsezeichen werden heute noch in der Luft- und Schifffahrt verwendet. Dabei ist zwischen der Nutzung von Lichtsignalen, z. B. zwischen Schiffen, und der Nutzung von elektromagnetischen Wellen (Funk) als Übertragungsmedium zu unterscheiden. In der Luft- und Seefahrt werden NDB (Non Directional Beacon) durch die Betriebsfrequenz und durch eine Morse-Kennung als Identification, (Id, dt. Kennung) identifiziert.
Bei Flugnavigationsfunkanlagen kann die Id bei einem NDB durch Tastung des Trägers "A1A" oder durch Tastung eines Tons auf einem amplitudenmodulierten Träger "A2A" erfolgen, während bei (D)VOR (en. (Doppler) VHF Omnidirectional Range), ILS-LLZ (Instrument Landing System – Localizer), -Marker und -Locator ausschließlich "A2A" genutzt wird. Bei DME (en. Distance Meassuring Equipment) und TACAN (en. Tactical Air Navigation) wird der 1350 Hz Tastton durch Filterung aus hierfür ausgesandten Identification-Pulsgruppen gewonnen. Bei MLS ist die Kennung Bestandteil des Datenformats und wird nicht gesondert abgestrahlt, sondern aus dem Daten-Paket generiert.
Zusätzlich zu den eigentlichen Navigationssignalen wird die Id einer Flugnavigationsfunkanlage mindestens alle 30 s bis 40 s ausgesendet. Die Id kann aus bis zu drei Zeichen bei einem NDB, TACAN oder (D)VOR bestehen und bis zu vier Zeichen bei einem ILS-LLZ, MLS und DME bestehen, zum Beispiel die ID BAM ( − · · ·   · −   − − ) beim VOR Barmen. Bei Markern werden nur Punkte, Striche oder alternierend Punkte und Striche ausgesendet.
Auch in der Seeschifffahrt finden Morsezeichen noch Anwendung: Radarantwortbaken antworten ebenfalls mit einem Echo, dem ihre Kennung in Morsecode aufmoduliert ist. Der Leuchtturm Kiel beispielsweise gibt alle 30 Sekunden das akustische Zeichen KI ( − · −   · · ). Ausbreitungsbaken auf Cubesat-Satelliten verwenden typischerweise ebenfalls Morsesignale.
Eingesetzt wird der Morsecode auch noch im Amateurfunk, was dann jedoch i. d. Regel nicht als Morsetelegrafie, sondern als Betriebsart „CW“ bezeichnet wird. Die Bezeichnung CW ist aber bei der ITU (en. International Telecommunication Union, dt. Fernmeldeunion) als Continious Wave definiert, d. h. die dauerhafte Aussendung eines unmodulierten Trägers oder "NON" was bei der ITU die Bezeichnung für die Designation of Emission (DOE, dt. Bezeichnung der Aussendung) ist.
Im Amateurfunk wird Morsetelegrafie jedoch durch Ein/aus-Tastung eines Trägers mit "A1A" oder durch Tastung eines Tons bei Nutzung von SSB-Sendern (Single Side Band, Amplitudenmodulation mit einem Seitenband ohne Träger, DOE "A3J") erzeugt, wodurch es sich bei CW-Telegrafie nicht um die dauerhafte Aussendung eines unmodulierten Trägers handelt.
In Deutschland war der Nachweis von Morsekenntnissen bei der Prüfung zur Erlangung einer Amateurfunklizenz bis 2003 vorgeschrieben, um die Amateurfunk in Deutschland zugewiesenen Frequenzbänder unterhalb 30 MHz (Kurzwellenfrequenzen) nutzen zu können.
Im Dezember 2014 verkündete die deutsche Kultusministerkonferenz, dass die Morsetelegrafie in das bundesweite Verzeichnis des immateriellen Kulturerbes im Sinne des Übereinkommens zur Erhaltung des Immateriellen Kulturerbes der UNESCO aufgenommen wird. In seiner Begründung erwähnte die Deutsche UNESCO-Kommission die besondere Bedeutung der Funkamateure, die die Regeln und Gebräuche der Morsetelegrafie aufrechterhalten und so sicherstellten, dass die Formen und Funktionen der Anwendung lebendig bleiben.

## Internationaler Morsecode
Die Übertragung von Morsetelegrafie verwendet in der einfachsten Version nur die Ein-/Austastung eines unmodulierten Trägers "A1A" (DOE) oder die Ein-/aus-Tastung eines Tons bei Nutzung eines SSB Senders "A3J". Dies erfordert aber, da ein unmodulierter Träger keine demodulierbaren Signalanteile besitzt, zur Umwandlung des getasteten Trägers in Töne einen zusätzlichen BFO (en. Beat Frequency Oscillator, Schwebungsoszillator). Der Frequenzversatz des Trägers zu dem BFO auf der Zwischenfrequenz des Empfängers bestimmt die Tonhöhe des getasteten Trägers.
Dadurch sind die Sender weitaus einfacher und vor allem energieeffizienter als Sender für die tönende Telegrafie z. B. "A2A" als andere Modulationsarten für die Funkkommunikation. Ein weiterer Vorteil ist, dass bei "A1A" aufgrund der geringen Bandbreite sowohl bei ungünstigem Signal-Rausch-Verhältnis als auch bei Störungen oder in anderen Signalen noch elektronisch dekodiert werden kann, jedoch wird nicht die Fähigkeit des Menschen erreicht, gezielt ein Morsesignal innerhalb von Störungen oder anderen Signalen wahrzunehmen.

### Zeitschema und Veranschaulichung
Zur Visualisierung des Codes werden Punkt (·) für den kurzen Ton, Strich (−) für langen Ton und Leerraum für Pause in unterschiedlicher Breite (zum Teil auch Komma oder Schrägstrich zur Worttrennung) genutzt. Zur akustischen Veranschaulichung und zu Lern- und Trainingszwecken werden die Sprechsilben di(t) (Punkt) und dah (Strich) verwendet (zur flüssigen Aussprache ist innerhalb von Zeichen di und am Zeichenende dit üblich). Die Wortfolge Morse Code wird also z. B. so geschrieben
```
M  O   R   S   E           C    O   D   E
−− −−− ·−· ··· ·           −·−· −−− −·· ·
```

Und als dahdah dahdahdah didahdit dididit dit, dahdidahdit dahdahdah dahdidit dit gesprochen.
Die Länge eines Dit bestimmt die Geschwindigkeit, mit der gesendet werden kann. Sie ist die grundlegende Zeiteinheit, auf die alle anderen Zeiten zurückgeführt werden:
- Ein Dah hat eine Länge von 3 Dit.
- Die Länge der Pause beträgt:
  - 1 Dit zwischen zwei gesendeten Symbolen,
  - 3 Dit zwischen Buchstaben in einem Wort sowie
  - 7 Dit zwischen Wörtern.

Für das folgende Beispiel „MORSE CODE“ ergibt sich dann dieses Zeitsignal
(hierbei bedeuten = „Signal an“ und _ „Signal aus“):
```
===_===___===_===_===___=_===_=___=_=_=___=_______===_=_===_=___===_===_===___===_=_=___=
 ↑ ↑    ↑               ↑                     ↑

Dah
|    |              
Dit
                   Wortabstand
   |   Buchstabenabstand
  Symbolabstand
```

### Standard-Codetabelle
Hier ist eine Tabelle mit dem vollständigen Alphabet und anderen gebräuchlichen Zeichen. Eine Sonderstellung nehmen Funkverkehrszeichen (englisch Procedure signs or prosigns) ein. Diese werden stets ohne Pause zwischen den Morsezeichen der Buchstaben gefunkt, zum Beispiel ar (·−·−·), das übrigens auch das Pluszeichen repräsentiert, als Kennzeichnung des Endes einer Nachricht. Um die fehlende Pause zwischen den Buchstaben hervorzuheben, sind diese hier und in der folgenden Tabelle – wie international üblich – durch Überstreichung markiert.
Es gibt im Morsealphabet keine Unterscheidung zwischen Groß- und Kleinbuchstaben. Die „Null“ wird im Handschriftlichen mit einem Schrägstrich markiert (also geschrieben „Ø“ wie das Zeichen für Durchschnitt), um Verwechslungen mit dem Großbuchstaben „O“ zu vermeiden (siehe auch: Funkerschrift).
| Buchstabe | Code |
| --------- | ---- |
| A         | ▄    |
| B         | ▄    |
| C         | ▄    |
| D         | ▄    |
| E         | ▄    |
| F         | ▄    |
| G         | ▄    |
| H         | ▄    |
| I         | ▄    |
| J         | ▄    |
| K         | ▄    |
| L         | ▄    |
| M         | ▄    |
| N         | ▄    |
| O         | ▄    |
| P         | ▄    |
| Q         | ▄    |
| R         | ▄    |
| S         | ▄    |
| T         | ▄    |
| U         | ▄    |
| V         | ▄    |
| W         | ▄    |
| X         | ▄    |
| Y         | ▄    |
| Z         | ▄    |

| Ziffer | Code |
| ------ | ---- |
| 1      | ▄    |
| 2      | ▄    |
| 3      | ▄    |
| 4      | ▄    |
| 5      | ▄    |
| 6      | ▄    |
| 7      | ▄    |
| 8      | ▄    |
| 9      | ▄    |
| 0      | ▄    |

| Zeichen | Code |
| ------- | ---- |
| À, Å    | ▄    |
| Ä       | ▄    |
| È       | ▄    |
| É       | ▄    |
| Ö OE    | ▄    |
| Ü       | ▄    |
| ß SZ    | ▄    |
| CH      | ▄    |
| Ñ       | ▄    |

| Zeichen | Code |
| ------- | ---- |
| . AAA   | ▄    |
| , MIM   | ▄    |
| : OS    | ▄    |
| ; NNN   | ▄    |
| ? UD    | ▄    |
| !       | ▄    |
| - BA    | ▄    |
| _ UK    | ▄    |
| ( KN    | ▄    |
| ) KK    | ▄    |
| ' JN    | ▄    |
| = BT    | ▄    |
| + AR    | ▄    |
| / DN    | ▄    |
| @ AC    | ▄    |

| " | ▄ |

| Zeichen                                                         | Code |
| --------------------------------------------------------------- | ---- |
| KA (Spruchanfang)                                               | ▄    |
| BT (Pause)                                                      | ▄    |
| AR (Spruchende)                                                 | ▄    |
| VE (verstanden)                                                 | ▄    |
| SK (Verkehrsende)                                               | ▄    |
| SOS (internationaler (See-)Notruf)                              | ▄    |
| CQD (FT-Notruf)                                                 | ▄    |
| HH (Fehler; Irrung; Wiederholung ab letztem vollständigen Wort) | ▄    |

| T ▄ | M ▄ | O ▄ | CH ▄ | 0 ▄            | n. b.            |
| T ▄ | M ▄ | O ▄ | CH ▄ | 9 ▄            | n. b.            |
| T ▄ | M ▄ | O ▄ | Ö ▄  | 8 ▄            | : ▄              |
| T ▄ | M ▄ | G ▄ | Q ▄  | Ñ ▄            | n. b.            |
| T ▄ | M ▄ | G ▄ | Z ▄  | n. b.          | , ▄              |
| T ▄ | M ▄ | G ▄ | Z ▄  | 7 ▄            | ¡ ▄              |
| T ▄ | N ▄ | K ▄ | Y ▄  | ( ▄            | ) ▄              |
| T ▄ | N ▄ | K ▄ | C ▄  | Spruchanfang ▄ | ! ▄              |
| T ▄ | N ▄ | K ▄ | C ▄  | Spruchanfang ▄ | ; ▄              |
| T ▄ | N ▄ | D ▄ | X ▄  | / ▄            | n. b.            |
| T ▄ | N ▄ | D ▄ | B ▄  | =/Pause ▄      | n. b.            |
| T ▄ | N ▄ | D ▄ | B ▄  | 6 ▄            | -                |
| E ▄ | A ▄ | W ▄ | J ▄  | 1 ▄            | ´                |
| E ▄ | A ▄ | W ▄ | P ▄  | Å/À ▄          | @ ▄              |
| E ▄ | A ▄ | R ▄ | Ä ▄  | +/Spruchende ▄ | . ▄              |
| E ▄ | A ▄ | R ▄ | L ▄  | È ▄            | "                |
| E ▄ | A ▄ | R ▄ | L ▄  | & ▄            |                  |
| E ▄ | I ▄ | U ▄ | Ü ▄  | 2 ▄            | n. b.            |
| E ▄ | I ▄ | U ▄ | Ü ▄  | n. b.          | _ ▄              |
| E ▄ | I ▄ | U ▄ | Ü ▄  | n. b.          | ? ▄              |
| E ▄ | I ▄ | U ▄ | F ▄  | ¿ ▄            |                  |
| E ▄ | I ▄ | U ▄ | F ▄  | É ▄            | n. b.            |
| E ▄ | I ▄ | S ▄ | V ▄  | 3 ▄            | ß ▄              |
| E ▄ | I ▄ | S ▄ | V ▄  | Verstanden ▄   | Verkehrsende ▄   |
| E ▄ | I ▄ | S ▄ | V ▄  | Verstanden ▄   | $ ▄              |
| E ▄ | I ▄ | S ▄ | H ▄  | 4 ▄            | n. b.            |
| E ▄ | I ▄ | S ▄ | H ▄  | 5 ▄            | Fehler; Irrung ▄ |

|   | ITU | Gerke | US-RR |
| - | --- | ----- | ----- |
| A | ▄   | ▄     | ▄     |
| Ä | ▄   | ▄     | ▄     |
| B | ▄   | ▄     | ▄     |
| C | ▄   | ▄     | ▄     |
| D | ▄   | ▄     | ▄     |
| E | ▄   | ▄     | ▄     |
| F | ▄   | ▄     | ▄     |
| G | ▄   | ▄     | ▄     |
| H | ▄   | ▄     | ▄     |
| I | ▄   | ▄     | ▄     |
| J | ▄   | ▄     | ▄     |
| K | ▄   | ▄     | ▄     |
| L | ▄   | ▄     | ▄     |
| M | ▄   | ▄     | ▄     |
| N | ▄   | ▄     | ▄     |
| O | ▄   | ▄     | ▄     |
| Ö | ▄   | ▄     | ▄     |
| P | ▄   | ▄     | ▄     |
| Q | ▄   | ▄     | ▄     |
| R | ▄   | ▄     | ▄     |
| S | ▄   | ▄     | ▄     |
| T | ▄   | ▄     | ▄     |
| U | ▄   | ▄     | ▄     |
| Ü | ▄   | ▄     | ▄     |
| V | ▄   | ▄     | ▄     |
| W | ▄   | ▄     | ▄     |
| X | ▄   | ▄     | ▄     |
| Y | ▄   | ▄     | ▄     |
| Z | ▄   | ▄     | ▄     |
| 0 | ▄   | ▄     | ▄     |
| 1 | ▄   | ▄     | ▄     |
| 2 | ▄   | ▄     | ▄     |
| 3 | ▄   | ▄     | ▄     |
| 4 | ▄   | ▄     | ▄     |
| 5 | ▄   | ▄     | ▄     |
| 6 | ▄   | ▄     | ▄     |
| 7 | ▄   | ▄     | ▄     |
| 8 | ▄   | ▄     | ▄     |
| 9 | ▄   | ▄     | ▄     |
| , | ▄   | ▄     | ▄     |
| ! | ▄   | ▄     | ▄     |
| ? | ▄   | ▄     | ▄     |
| . | ▄   | ▄     | ▄     |

### SOS

Morsezeichen des SOS-Signals

Im April 1904 wurde bei der deutschen Kaiserlichen Marine die Morsegruppe drei kurz, drei lang, drei kurz ▄ ▄ ▄ ▄▄▄ ▄▄▄ ▄▄▄ ▄ ▄ ▄  (auch als didididahdahdahdididit ausgesprochen) als Notzeichen eingeführt; mit Wirkung vom 1. April 1905 wurde sie auch für den öffentlichen Schiffsfunk in Deutschland vorgeschrieben. Diese auffällige Morsegruppe war als Notzeichen zur Unterbrechung des Funkverkehrs bestimmt und sollte wie ein Sirenenton alle anderen Funkstationen zur Funkstille auffordern. Sie war daher nicht als Anruf zu senden, sondern solange zu wiederholen, bis alle anderen Stationen den Sendebetrieb eingestellt haben. Danach sollte der Inhalt des Notrufs folgen.

### @-Zeichen
Das At-Zeichen (@), auch Affenschwanz oder Klammeraffe genannt, wurde dem internationalen Morsealphabet erst im Mai 2004 von der Internationalen Fernmeldeunion (ITU) hinzugefügt, damit können nun auch ohne inoffizielle Umwege E-Mail-Adressen gemorst werden. Es wird als A ohne Pause gefolgt von C gegeben (▄ ▄▄▄ ▄▄▄ ▄ ▄▄▄ ▄ ). Diese zweite Aktualisierung des Morsecodes innerhalb von etwa 40 Jahren geschah anlässlich seines 160-jährigen Bestehens. In der Praxis wird jedoch weiterhin oft die bisherige Alternative, A gefolgt von T, benutzt., , 
Die erste Aktualisierung des Morsecodes war die notwendig gewordene Unterscheidung zwischen „Klammer auf“ und „Klammer zu“ (davor gab es nur „KK“, also ▄▄▄ ▄ ▄▄▄ ▄▄▄ ▄ ▄▄▄ ), die um 1960 herum eingeführt wurde. Dadurch bekam das bei Funkamateuren beliebte inoffizielle „KN“ offiziell eine andere Bedeutung.

### Bedeutung der kurzen und langen Pausen
Es wird gelegentlich die Meinung vertreten, der Morsecode genüge nicht der Fano-Bedingung. Die Codierung für den Buchstaben E („dit“) sei auch der Beginn der Codierung für die Buchstaben A („di-dah“), F („di-di-dah-dit“) usw. Das würde bedeuten, dass der Morsecode unbrauchbar wäre, weil man beispielsweise nicht unterscheiden könnte, ob der Buchstabe A oder die Zeichenfolge ET codiert wurde.
Der Morsecode verwendet jedoch Pausen unterschiedlicher Länge. Der Code jedes Zeichens wird mit einer langen Pause beendet, während die Signale, die zum Code eines Zeichens gehören, durch kurze Pausen getrennt werden. Damit lässt sich die Codierung des Buchstabens A (kurzes Signal, kurze Pause, langes Signal, lange Pause: ▄ ▄▄▄  ) eindeutig von der Codierung der Zeichenfolge ET (kurzes Signal, lange Pause, langes Signal, lange Pause: ▄   ▄▄▄  ) unterscheiden. Weil der Code jedes Zeichens mit einer langen Pause endet, innerhalb des Codes eines Zeichens aber nur kurze Pausen vorkommen, kann kein Code der Anfang eines anderen sein. Die Fano-Bedingung ist also erfüllt.

### Tonbeispiele
Ungerichtetes Funkfeuer (NDB) des Flughafens Köln-Bonnⓘ, AM-modulierte Kennung: LW, Code: ▄ ▄▄▄ ▄ ▄   ▄ ▄▄▄ ▄▄▄ 
Morse-Tonbeispielⓘ (20 Wörter pro Minute, entspricht 100 Buchstaben pro Minute), Text und Code:
```
AAA
WIKIPEDIA DIE
FREIE ENZYKLOPAEDIE
AR
```

▄ ▄▄▄ ▄ ▄▄▄ ▄ ▄▄▄ 
▄ ▄▄▄ ▄▄▄   ▄ ▄   ▄▄▄ ▄ ▄▄▄   ▄ ▄   ▄ ▄▄▄ ▄▄▄ ▄   ▄   ▄▄▄ ▄ ▄   ▄ ▄   ▄ ▄▄▄       ▄▄▄ ▄ ▄   ▄ ▄   ▄ 
▄ ▄ ▄▄▄ ▄   ▄ ▄▄▄ ▄   ▄   ▄ ▄   ▄       ▄   ▄▄▄ ▄   ▄▄▄ ▄▄▄ ▄ ▄   ▄▄▄ ▄ ▄▄▄ ▄▄▄   ▄▄▄ ▄ ▄▄▄   ▄ ▄▄▄ ▄ ▄   ▄▄▄ ▄▄▄ ▄▄▄   ▄ ▄▄▄ ▄▄▄ ▄   ▄ ▄▄▄   ▄   ▄▄▄ ▄ ▄   ▄ ▄   ▄ 
▄ ▄▄▄ ▄ ▄▄▄ ▄ 

### Geschwindigkeiten
Text und Code:
```
WIKIPEDIA DIE
FREIE ENZYKLOPÄDIE
```

▄ ▄▄▄ ▄▄▄   ▄ ▄   ▄▄▄ ▄ ▄▄▄   ▄ ▄   ▄ ▄▄▄ ▄▄▄ ▄   ▄   ▄▄▄ ▄ ▄   ▄ ▄   ▄ ▄▄▄       ▄▄▄ ▄ ▄   ▄ ▄   ▄ 
▄ ▄ ▄▄▄ ▄   ▄ ▄▄▄ ▄   ▄   ▄ ▄   ▄       ▄   ▄▄▄ ▄   ▄▄▄ ▄▄▄ ▄ ▄   ▄▄▄ ▄ ▄▄▄ ▄▄▄   ▄▄▄ ▄ ▄▄▄   ▄ ▄▄▄ ▄ ▄   ▄▄▄ ▄▄▄ ▄▄▄   ▄ ▄▄▄ ▄▄▄ ▄   ▄ ▄▄▄ ▄ ▄▄▄   ▄▄▄ ▄ ▄   ▄ ▄   ▄ 
Siehe auch Definition der Geschwindigkeit.
| Buchstaben pro Minute | Wörter pro Minute | Sekunden | Tonbeispiel |
| --------------------- | ----------------- | -------- | ----------- |
| 040                   | 08                | 42       |             |
| 060 (Morseprüfung)    | 12                | 28       |             |
| 080                   | 16                | 21       |             |
| 100                   | 20                | 17       |             |
| 120                   | 24                | 14       |             |
| 440 (Rekord)          | 88                | 5        |             |

### Die individuelle „Handschrift“

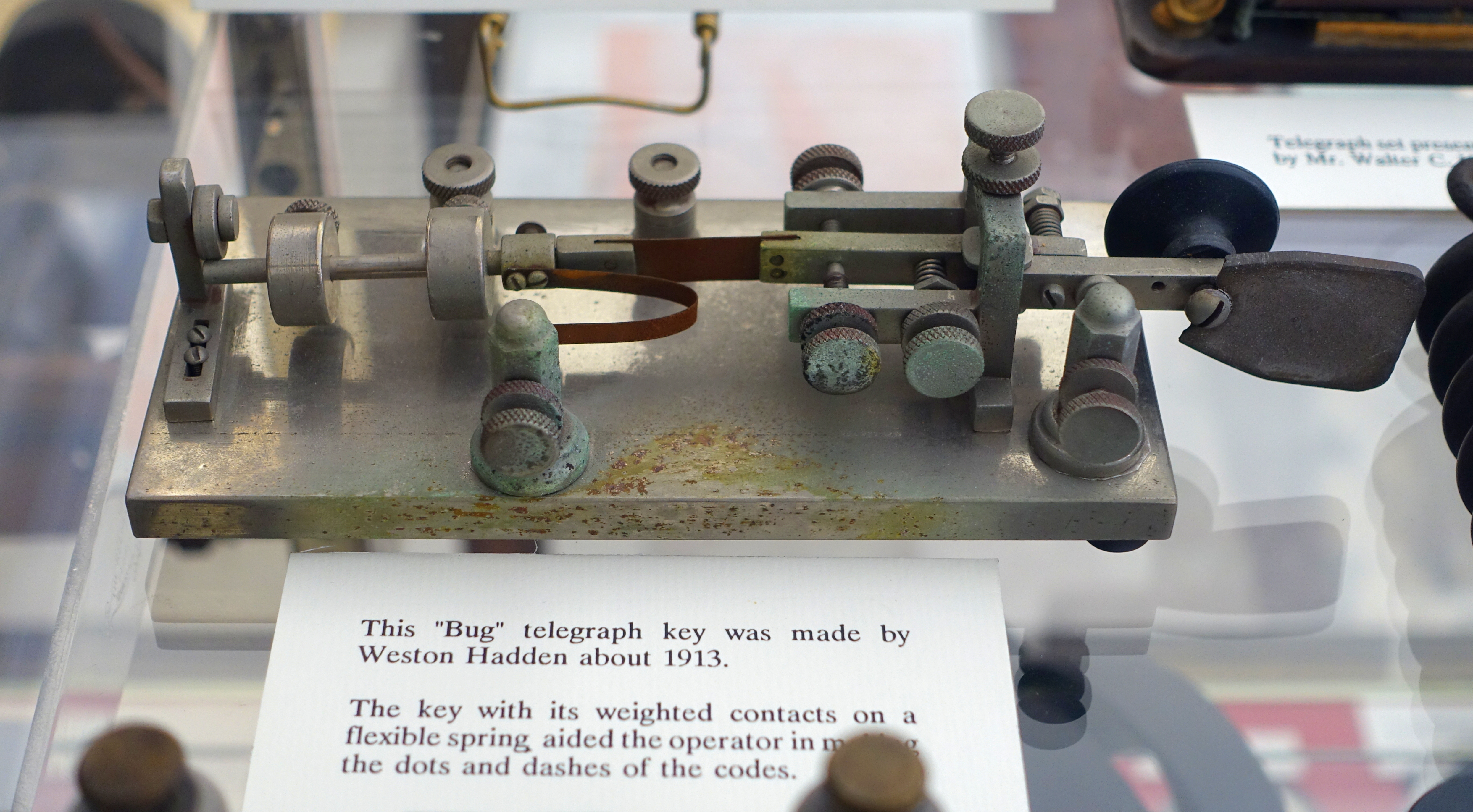
Bug telegraph key made by Weston Hadden, ca. 1913 – Bennington Museum – Bennington

Jeder Tastfunker, der eine mechanische Taste nutzt, hat seine individuellen Anschläge und Geschwindigkeiten, an denen er von anderen wiedererkannt werden kann – analog zur Einzigartigkeit einer Handschrift. Diese Tatsache berücksichtigte z. B. die kaiserlich japanische Kriegsmarine, um die US-amerikanische Fernmeldeaufklärung beim Angriff auf Pearl Harbor zu überlisten. Die Stammfunker der wichtigsten angreifenden Kriegsschiffe wurden versetzt und nahmen von anderen Sendern aus Routinebetrieb auf.

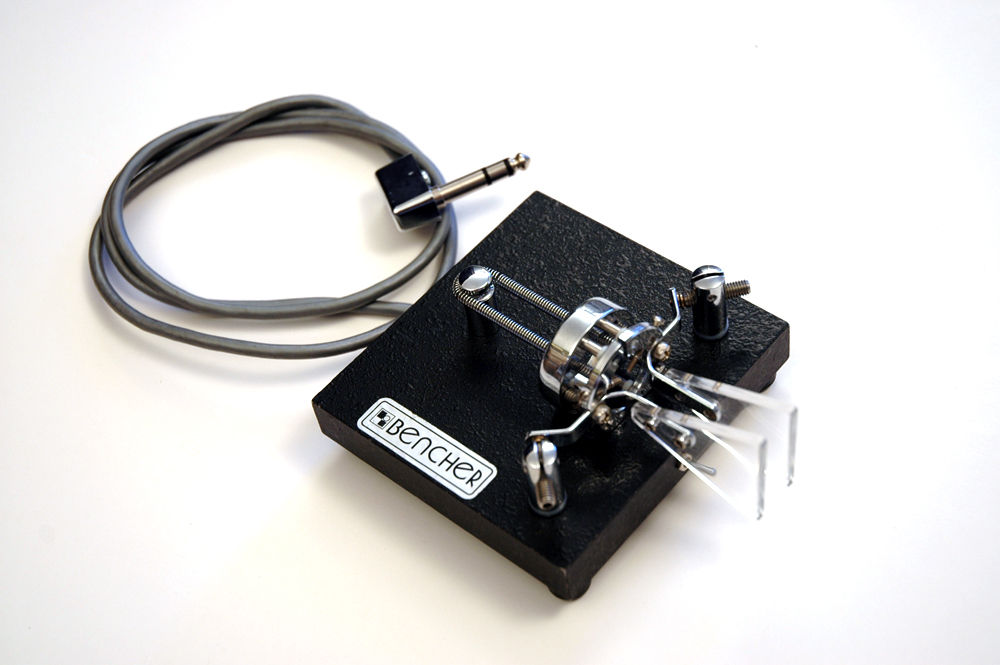
Kommerzielle Ausführung eines Paddle Keys zur Ansteuerung einer elektronischen Morse Schaltung

Dies gilt jedoch weitestgehend nicht beim Geben der Morsezeichen mit mechanischen Bug-Telegraph-Keys (z. T. auch Vibroplex Tasten nach einem Hersteller) oder bei Ansteuerung einer elektronischen Schaltung durch Paddle Keys. Bug-Telegraphen-Keys sind halbautomatische Tasten, die durch die Mechanik mit Federn und einem Gewicht die Hand beim Geben entlasten, gleichmäßige Punkte erzeugen und eine höhere Tastgeschwindigkeit als mit Handtasten erlauben.
Durch Einsatz von Paddle Keys, die aus zwei gegenüberliegenden Paddeln bestehen, die eine elektronische Schaltung ansteuern, erfolgt eine noch größere Entlastung des Tastfunkers. Er erlaubt noch höhere Tastgeschwindigkeiten, wobei die Morsezeichen immer den Vorgaben entsprechen; es kann jedoch durch Gebe-Fehler ein falsches Zeichen ausgesandt werden. Beim kurzen Drücken des linken Paddels wird ein Punkt und beim kurzen Drücken des rechten Paddels ein Strich ausgesendet. Beim dauerhaften Drücken des linken oder rechten Paddles werden dauerhaft Punkte bzw. Striche ausgesendet. Beim gleichzeitigem Drücken wird abwechselnd ein Punkt und ein Strich ausgesendet, wobei die zuerst gedrückte Taste bestimmt ob das Morsezeichen mit einem Punkt oder einem Strich beginnt, bzw. beim Loslassen mit einem Punkt oder einem Strich endet.

## Übertragungstechnik

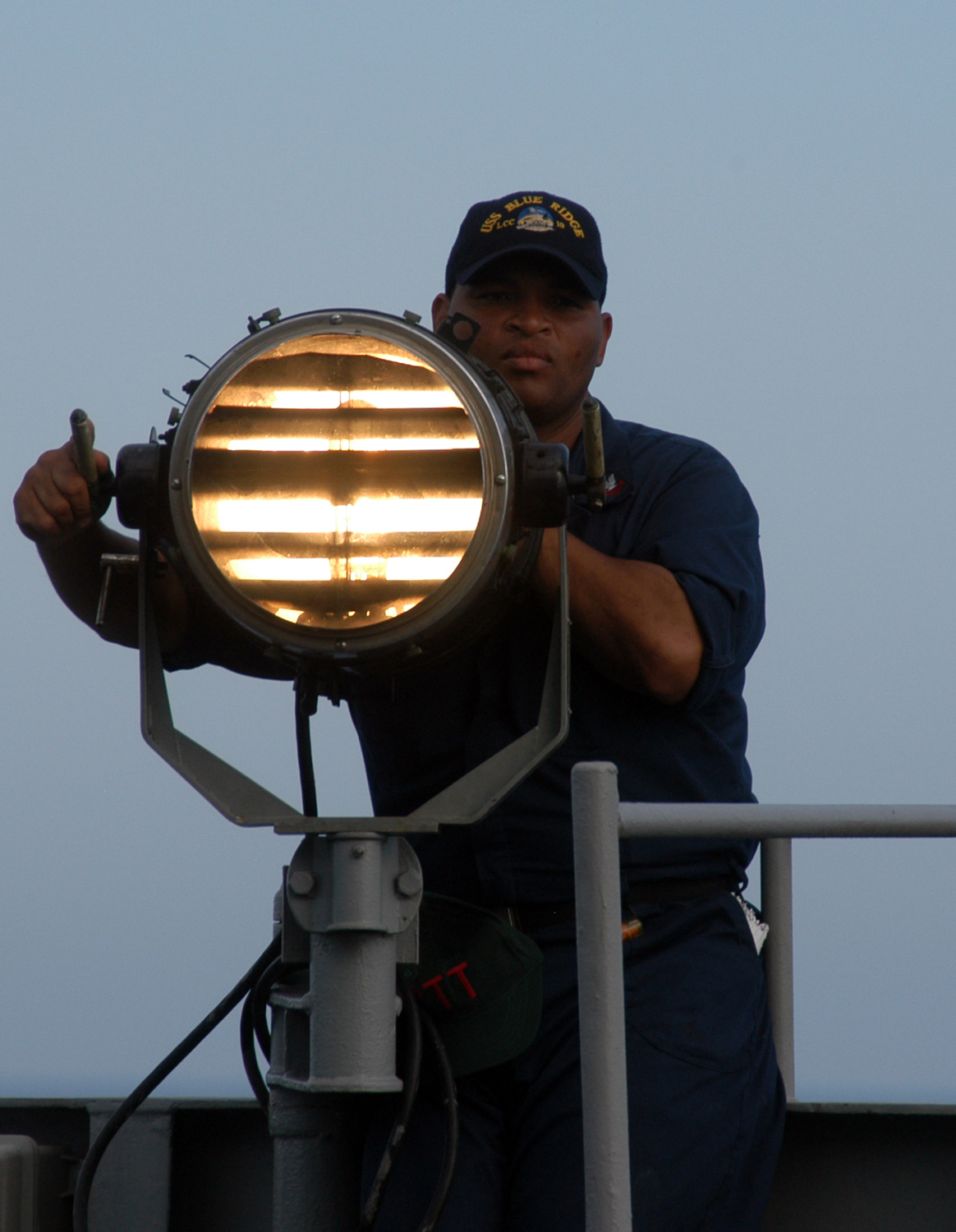
Morsen mit Scheinwerfer und Blende

Morsezeichen werden optisch (Lichtmorsen) oder akustisch (Gehörmorsen bzw. Gehörlesen) wiedergegeben. Beim Lichtmorsen ist u. a. die Trägheit der Lichtquelle bzw. der Augen ein Problem. Eine Glühlampe glüht nach dem Ausschalten noch nach, so dass die Morsezeichen am Ende „verwischen“. Beim Morsen mit einer Rundumleuchte mit Glühlampe (z. B. Topplicht) muss eine entsprechend langsame Übertragungsgeschwindigkeit gewählt werden. Eine Alternative stellen Leuchtmittel mit geringerer Trägheit wie LED-Leuchtmittel dar.
Um der Trägheit bei Glühlampen entgegenzuwirken, wurden Morsescheinwerfer mit einer Blende vor der Lichtquelle entwickelt. Die Glühlampe bleibt ständig an, wird aber durch einen Verschlussmechanismus entsprechend abgedunkelt oder geöffnet. Diese Schließklappen werden auch als Blinker bezeichnet. Die Morsesignale werden so allerdings nicht mehr rundherum, sondern nur noch in eine bevorzugte Richtung ausgestrahlt.

## Betriebstechnik
Die Morseschrift dient zur schriftlichen Fixierung oder Darstellung von Texten, die im Morsealphabet übermittelt werden. Am Ende eines Buchstabens wird ein Schrägstrich, am Ende eines Wortes zwei Schrägstriche, am Ende eines Satzes werden drei Schrägstriche gesetzt. Am Ende eines Absatzes stehen vier Schrägstriche.

### Q-Gruppen
Durch die Verwendung der sogenannten Q-Gruppen (Q-Schlüssel) wird die Übertragung beschleunigt. Auch sind dadurch internationale Nachrichtenübertragungen ohne Kenntnis der jeweils anderen Sprache möglich.

### CQ
Bei einem allgemeinen Anruf wird anstatt des Rufzeichens des Gerufenen ein „CQ“ (homonymes Homophon für engl. seek you, dt. „suche dich“) als Abkürzung gegeben.
Anruf (Beispiel):
```
<
 cq cq cq de dl1xyz dl1xyz dl1xyz pse k

❙
•
❙
•
 
❙
❙
•
❙
 
 
 
❙
•
❙
•
 
❙
❙
•
❙
 
 
 
❙
•
❙
•
 
❙
❙
•
❙
 
 
 
❙
••
 
•
 
 
 
❙
••
 
•
❙
••
 
•
❙
❙
❙
❙
 
❙
••
❙
 
❙
•
❙
❙
 
❙
❙
••
 
 
 
❙
••
 
•
❙
••
 
•
❙
❙
❙
❙
 
❙
••
❙
 
❙
•
❙
❙
 
❙
❙
••
 
 
 
❙
••
 
•
❙
••
 
•
❙
❙
❙
❙
 
❙
••
❙
 
❙
•
❙
❙
 
❙
❙
••
 
 
 
•
❙
❙
•
 
•••
 
•
 
 
 
❙
•
❙

<
 Bedeutung: Allgemeiner Anruf von dl1xyz – bitte kommen …
```

## Übertragungsrate
Die Übertragungsrate beim Morsen wird in Buchstaben pro Minute (BpM) oder in Wörtern pro Minute (WpM) gemessen, wobei ein „Wort“ 5 Buchstaben entspricht. Seinen Ursprung hat die Zählung in „Wörtern“ in der Gewohnheit, der besseren Lesbarkeit wegen, die endlosen Buchstabenkolonnen chiffrierter Militärtexte in Gruppen zu 5 Buchstaben zusammenzufassen, den sogenannten Fünfergruppen. Die Frage von BpM oder WpM ist reine Geschmackssache, jedoch existiert eine Art Gewohnheit: Funkamateure in Europa z. B. verwenden in der Regel BpM, die in den USA WpM.
Da nicht alle Buchstaben gleich lang sind und beim Morsen daher unterschiedlich lange dauern, wäre die Angabe BpM allein sehr unpräzise. Zur Geschwindigkeitsmessung wurde deshalb als Referenz das Wort PARIS ausgewählt. In ihm kommen kurze wie lange Buchstaben gleichermaßen vor. In seinem Zeitbedarf bei der Übermittlung bildet das Wort PARIS ( · − − ·   · −   · − ·   · ·   · · · ) daher einen Mittelwert. Gibt man in einer Minute das Wort PARIS mit seinen 5 Buchstaben 12-mal, also mit 12 WpM, so ist die Geschwindigkeit 60 BpM.
Das Wort PARIS (inklusive der nachfolgenden Wortlücke) hat die Länge von 50 Dits (s. o., Beispiel: das E besteht aus zwei Dits: Punkt + Pause). Je höher die Übertragungsrate, desto kürzer die Dits. 1 WpM entspricht 50 Dits pro Minute, folglich:
| Übertragungsrate [WpM] | Länge eines Dits [ms] | ≈ BpM |
| ---------------------- | --------------------- | ----- |
| 01                     | 1200                  | 005   |
| 05                     | 0240                  | 025   |
| 12                     | 0100                  | 060   |
| 20                     | 0060                  | 100   |
| 50                     | 0024                  | 250   |

Anfänger kommen kaum über 5 WpM hinaus. Das liegt daran, dass Buchstaben und Zeichen nicht als Einheit wahrgenommen werden – vergleichbar einem Lese-Anfänger, der sich die Wortbedeutungen mühsam über einzelne Buchstaben erschließt.
Die Prüfungsgeschwindigkeit für Funkamateure betrug 12 WpM. Mit viel Übung überschreitet man die 20‑WpM-Marke, sehr gute Funker schaffen über 50 WpM. Der Weltrekord beim Morsen (Mitschrift von Fünfergruppen Buchstaben) liegt bei 88 WpM (440 Buchstaben pro Minute), siehe Schnelltelegrafie.
Beim Lichtmorsen (also beim Morsen mit Lichtsignalen) z. B. zwischen zwei Schiffen auf See beträgt die Übertragungsgeschwindigkeit rund 8 WpM (40 BpM), bei Signälern „Blinkis“ der Bundesmarine.
Zum Vergleich: Ein Nachrichtensprecher übermittelt 100 bis 200 Wörter pro Minute, eine ISDN-Datenleitung ca. 50.000 Wörter pro Minute.

## Morsezeichen erkennen lernen

### Koch-Methode
1936 publizierte Ludwig Koch eine damals neue Methode, Morsen zu lernen. Vorher üblich war die Methode, die wir heute „Farnsworth“ nennen: Dabei wurden Zeichen schnell gegeben, damit sie sich schon wie später anhören, aber durch längere Pausen wurde zunächst ein langsameres Tempo von effektiv z. B. 5 WpM angeschlagen, um den Lernenden entgegenzukommen. Es war damals als Schwierigkeit dieses Verfahrens bekannt, dass bei etwa Tempo 10 WpM ein Plateau, eine „gläserne Decke“ entsteht, die mühsam im Laufe etlicher Lektionen zu durchbrechen ist. Kochs Analyse des Problems: „... Während ... [der anfänglich] langen Pausen zwischen den einzelnen Klangbildern gewöhnt sich ... der Lernende das Nachdenken über das verklungende Klangbild an. Mit zunehmendem Hörtempo verkürzt sich aber die Pause ... mehr und mehr und schließlich wird ... ein Tempo erreicht, bei dem ... das Nachdenken über das soeben gehörte Morsezeichen ... unmöglich geworden ist. Dieser Fall tritt bei einem Hörtempo ein, das um ... [10 WpM] schwankt...“.(Seite 30) Koch fand in vielen Versuchskursen heraus, dass 12 WpM (ohne zusätzliche Pausen) ein gutes Tempo für den Einstieg ins Morsen ist. Dieses noch moderate Tempo ist schnell genug, um die Bildung erwünschter Automatismen und Reflexe im Gehirn zu erzwingen. Praktisch werden bei der Koch-Methode anfangs nur zwei Zeichen geübt, die nicht ähnlich klingen, z. B. L und M. Hat die Gruppe der Lernenden 90 % der aus diesen zwei Zeichen gebildeten Fünfergruppen richtig mitgeschrieben, wird das dritte Zeichen hinzugenommen. Nun werden alle drei Zeichen so lange geübt, bis wieder 90 % richtig aufgenommen wurden. Dann kommt ein viertes Zeichen hinzu und so weiter. Auf diese Weise werden nach und nach alle Zeichen bei einem konstanten Tempo von 12 WpM hinzugefügt, bis alle beherrscht werden. Da von vorneherein auf Automatismen hin gelernt wird, stellt es anschließend keine besondere Schwierigkeit dar, das Tempo durch weitere Übung zu erhöhen. Koch rät davon ab, mit einem schnelleren Tempo als 12 WpM zu beginnen: Das verlangt zu hohe Konzentration und insgesamt wird das schnellere Tempo dadurch langsamer erreicht.

### Erkennen (Decodieren) von Morsezeichen

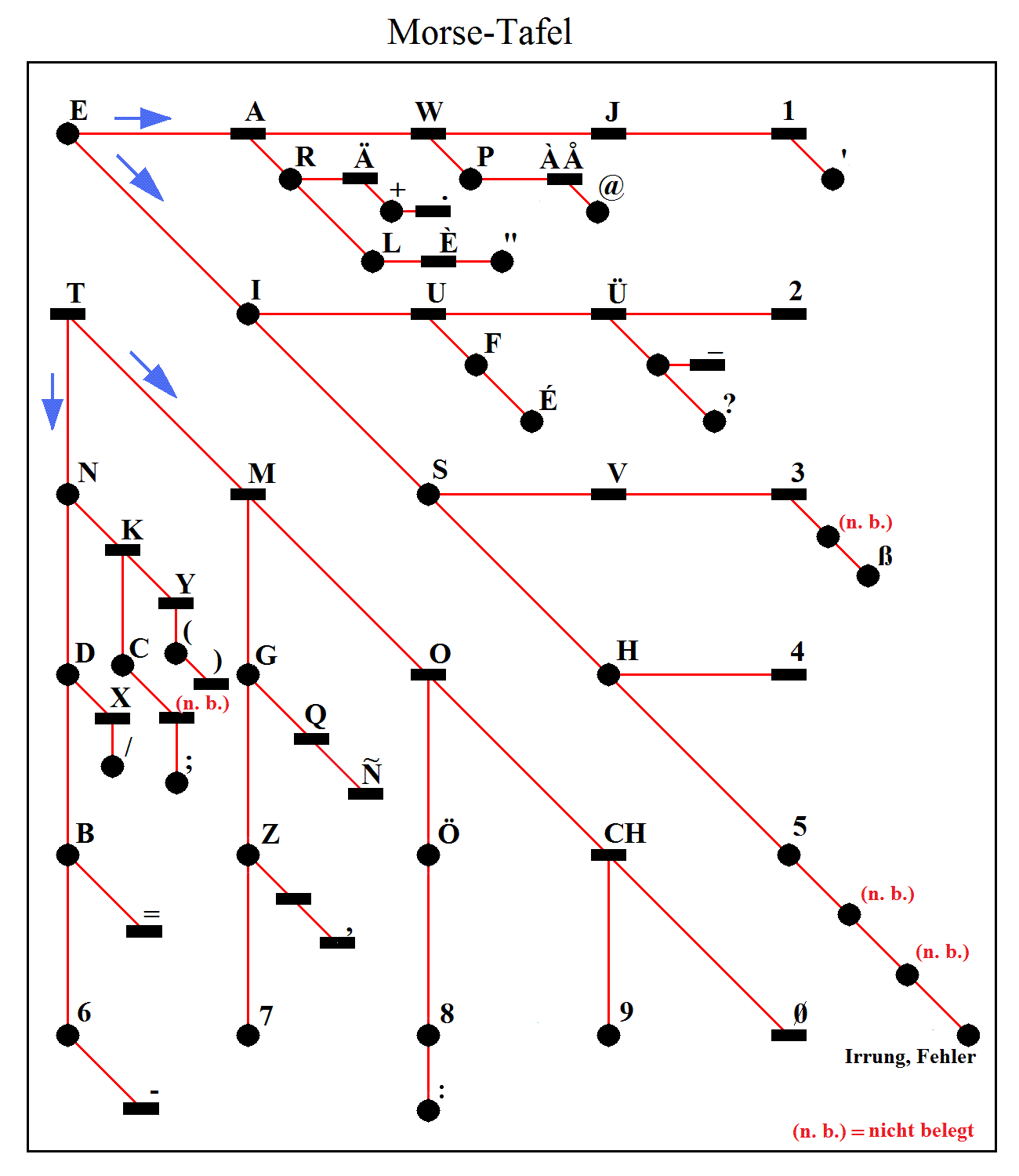
Morse-Tafel

Früher wurde zum Lernen der Morsezeichen für Anfänger eine alphabetische Auflistung der Buchstaben, Ziffern und Sonderzeichen verwendet (wie die oben dargestellte Standard-Codetabelle). Daraus musste er die Punkt-Strich-Folgen (Signalfolgen) entnehmen, die er „geben“ muss. Als Hilfsmittel gab es Morsemerkwörter, die in der Anfangsphase das Lernen erleichtern sollten.
Dazu kam noch der umgekehrte Weg, nämlich das Erkennen der Morsezeichen.
Dieses Erkennen ist ein Decodieren der Morsezeichen, es ist für Funker und Lichtmorser kein Problem, weil bei ihnen das Hören bzw. Sehen und Erkennen der gesendeten Morsezeichen automatisch erfolgt, es ist ihnen in Fleisch und Blut übergegangen. Sie haben das „Hören“ und „Sehen“ geübt und gelernt.
Der Anfänger bräuchte jedoch zur Decodierung der Signal-Folge eines übertragenen Zeichens eine invers geordnete Morsetabelle. Die oben gezeigte alphabetisch geordnete Tabelle ist dafür nicht geeignet, weil bei jedem Morsezeichen das ganze Alphabet durchsucht werden muss, ob die gesuchte Signal-Folge dabei ist und zu welchem Morsezeichen sie gehört.
Die im Bild rechts gezeigte Morsetafel ist invers nach Signal-Folgen geordnet. Sie besteht aus zwei binären Bäumen, wobei der eine die Wurzel „Punkt“ und der andere die Wurzel „Strich“ hat. Diese beiden Wurzeln befinden sich links oben in der Morse-Tafel. Der jeweilige Baum verzweigt sich über 6 bis 8 Ebenen, wobei an den Knoten die Bezeichnung des Morsezeichens steht, das von der Wurzel bis zu diesem Knoten reicht.
Bei der Decodierung ging man von der jeweiligen Wurzel (Punkt oder Strich) links oben aus und folgt den Verzweigungen, bis das Morsezeichen „abgearbeitet“ war. Dort am Knoten steht dann die Bezeichnung (Buchstabe, Ziffer, Sonderzeichen).
Eine ebenfalls auf Knotenpunkten basierende Darstellung hat die alternative Wernicke Morse Table. Diese unterscheidet sich in der strukturellen Gruppierung von Buchstaben, Zahlen, Umlauten, Ligaturen, diakritischen und Sonderzeichen als auch Signalen.

## Sonstiges

### Klopfmorsen
In der Frühzeit der Telegraphie, vor Einsatz von Lautsprechern und Sinustongebern oder wenn die Leitungen für Tonübertragungen zu lang waren – Verstärker waren noch unbekannt –, wurden die Zeichen allein durch Drehspulausschläge bei geschlossenen oder geöffneten Kontakten identifiziert beziehungsweise bei genügend Stromfluss durch „Klopfer“, ein Elektromagnet mit Anker an einem Klangblech, hörbar gemacht. Zwei kurz aufeinanderfolgende Knackimpulse standen dabei für einen Punkt, länger auseinanderliegende Knackimpulse für einen Strich. Die letzten bekannten Verwendungen fand die Technik in Überlebens-Ausbildungsprogrammen der US-Navy.
Diese Methode, mit reinen Klopfzeichen Buchstaben zu übermitteln, Klopfcode genannt, findet im Gefängnismilieu unter den Gefangenen Anwendung. Sie wird in der Gaunersprache Kaspern genannt.

### Morsen im Film
In vielen (Kino-)Filmen werden Morsesignale gerne verwendet, um „geheime“ Kommunikation darzustellen. Zwischen den hörbaren Zeichen und dem Inhalt, den die Darsteller aus den Zeichen ablesen, besteht jedoch meist kein Zusammenhang: Aus wenigen Morse-Buchstaben entstehen teilweise längere Nachrichten, die viele Wörter und Sätze umfassen. Oft werden im Film auch gerne Nachrichten per Morsecode als Klopfzeichen übermittelt (etwa von Zelle zu Zelle im Gefängnis). Man kann zwar nicht „lang“ oder „kurz“ klopfen, in diesem Fall zählt daher die Pause zwischen den einzelnen Klopfzeichen (siehe „Klopfmorsen“). Unterschiedliche Klopfgeräusche wären auch eine Möglichkeit oder eben gleich ein Klopfzeichen-Alphabet (zum Beispiel Polybios-Chiffre).

### Morsen in Hörfunk und Fernsehen
In den 1920er-Jahren nutzten Hörfunksender Morsecode als Pausen- und Erkennungszeichen, beispielsweise Berlin (B ▄▄▄ ▄ ▄ ▄ ), Hamburg und seine Nebensender (HA ▄ ▄ ▄ ▄   ▄ ▄▄▄  u. a.), Frankfurt (F ▄ ▄ ▄▄▄ ▄ ), Münster (MS ▄▄▄ ▄▄▄   ▄ ▄ ▄ ) oder Graz (G ▄▄▄ ▄▄▄ ▄ ). Für Kurz und Lang wurden auch unterschiedliche Tonhöhen gebraucht; ein sehr bekanntes Beispiel hierfür war die Verwendung des Buchstabens V (▄ ▄ ▄ ▄▄▄  als H₁-H₁-H₁-E) für „Victory“ bzw. „Vrijheid“ durch den Europadienst der BBC im Zweiten Weltkrieg. Dies wurde auch als Reverenz an den sehr ähnlich klingenden Rhythmus des Kopfmotivs des ersten Satzes von Beethovens 5. Sinfonie (g-g-g-es) verstanden. Der Vorspann der WDR-Hörfunksendung ZeitZeichen beinhaltete über lange Zeit das gemorste Wort „Zeitzeichen“.
Einige Fernsehsendungen verwendeten Morse-Signale, oft als Jingles, eingebettet in eine Musik. Zu Beginn der Nachrichtensendung heute des ZDF erklang von 1984/85 bis 1998 der Morsecode für das Wort „heute“ (▄ ▄ ▄ ▄   ▄   ▄ ▄ ▄▄▄   ▄▄▄   ▄ ). Nach der ARD-Tagesschau wurde der Wetterbericht von 1960 bis 1993 mit der Q-Gruppe „QAM“ (▄▄▄ ▄▄▄ ▄ ▄▄▄   ▄ ▄▄▄   ▄▄▄ ▄▄▄ ) für „Wetterbericht“ beendet. Reaktiviert wurde das Wetter-Signal „QAM“ von Radio 700 im Jahr 2008 und von SWR1 Rheinland-Pfalz 2009. Als Titelmusik der ARD-Sendung Im Brennpunkt erklang Astronomy Domine mit einer Imitation von Morsecode (siehe Abschnitt #Morsen und Musik).
Eine Parodie brachte Dieter Hallervorden in der Fernsehserie Nonstop Nonsens (Funkerkongress, 1976).

### Morsen und Musik
Ein frühes Musikstück, das Morsecode in gesungener Form verwendet, ist Das Funkerlied von Bernd Wübbecke (Soldatenlied von 1939; L ▄ ▄▄▄ ▄ ▄  Di dah di dit, rhythmisch korrespondierend zu Ich liebe dich).
Stücke aus dem Bereich der experimentellen E-Musik mit Morsesignalen sind Wireless fantasy von Vladimir Ussachevski (1960) und Kurzwellen von Karlheinz Stockhausen (1968).
Eine Imitation von Morsecode enthält das Stück Astronomy Domine von Pink Floyd (1967). In der Folgezeit haben weitere Pop-Musiker den Morsecode für sich entdeckt, zum Beispiel Kraftwerk mit Radio-Aktivität (1975), The Alan Parsons Project mit Lucifer (1979) oder Rush mit YYZ (1982).
Bisweilen werden in den Stücken auf diese Weise Nachrichten versteckt, beispielsweise in dem Lied In the Name of God von Dream Theater, dessen versteckter Morsecode erst etliche Monate nach Veröffentlichung der CD entdeckt wurde. Reinhard Mey sendet eine eher offensichtliche Morsebotschaft am Ende seines Liedes Das Narrenschiff. Auf dem Album Amarok des Musikers Mike Oldfield findet sich ein gemorster „Abschiedsgruß“ an den Inhaber seiner bisherigen Plattenfirma: „Fuck off RB“. Mit RB ist Richard Branson, der Besitzer von Virgin Records, gemeint. Slipknot verwendet den Morsecode in Birth of the Cruel. Der Liedtitel wird als „birth/of/the/cruel“ als typisch für Morsezeichen klingende Pfeiftöne gespielt.
In seinem Stück Communication morst der Jazz-Musiker Slim Gaillard den allgemeinen Anruf „CQ“ im Refrain. Im Thema der Titelmelodie zu Mission Impossible finden sich mit „dah-dah di-dit dah-dah di-dit …“ die Anfangsbuchstaben des Films, beziehungsweise der Serie, MI MI … in der Musik wieder.

### Morsen in der Science-Fiction-Literatur
In vielen Szenarien der Zukunftsliteratur droht ein Weltuntergang, den ein Held aufzuhalten versucht. In einigen Fällen erhält er geheime oder codierte Warnungen, die aus der Zukunft kommen, so zum Beispiel in dem Science-Fiction-Thriller Der Tomorrow Code, in dem zwei neuseeländische Teenager per Morsecode verschlüsselte Warnungen aus der Zukunft erhalten.

### Morsen vs. SMS
In der NBC-Fernsehreihe The Tonight Show with Jay Leno am 13. Mai 2005 gab es einen kleinen Wettbewerb, um festzustellen, ob SMS-Eingabe oder Morsen schneller ist. Hierbei traten zwei Jugendliche gegen zwei Funkamateure an. Die beiden Funkamateure, die sich seit 38 beziehungsweise 43 Jahren damit beschäftigt hatten, waren schneller als die Jugendlichen.

### Morsen und Handy-Klingeltöne
Ein bekannter Morse-Klingelton ist der bei Nokia verwendete SMS-Ton „Spezial“ (in Lautschrift „dididit dahdah dididit“), der – entsprechend seinem Einsatzzweck – die Buchstabenfolge SMS (▄ ▄ ▄   ▄▄▄ ▄▄▄   ▄ ▄ ▄ ) symbolisiert. Das sollte keinesfalls mit dem Morsecode für SOS (▄ ▄ ▄ ▄▄▄ ▄▄▄ ▄▄▄ ▄ ▄ ▄  „didididahdahdahdididit“) verwechselt werden. Ein weiterer Morse-Klingelton (ebenfalls von Nokia) ist „connecting people“ als Weckersignalisierung.

### Spuren auf dem Mars

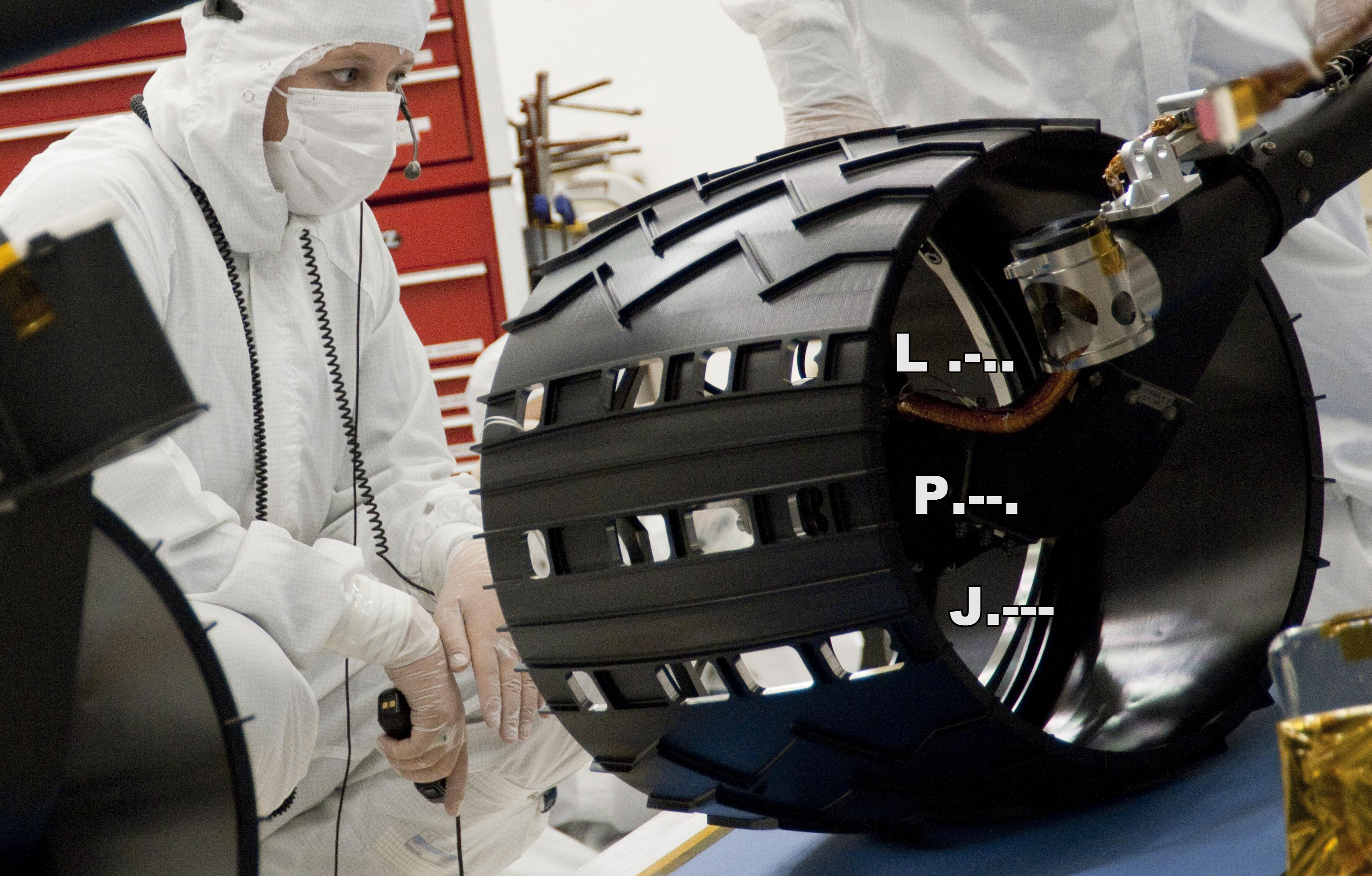
Rad des Mars-Rovers

Der Mars-Rover Curiosity – gebaut vom Jet Propulsion Laboratory (JPL) – rollt auf Reifen, deren Profil jeweils die Morsezeichen für J, P und L in den Boden drücken. Die Reifenspuren dienen dem Erkennen der Fortbewegung insbesondere bei optisch ohne diese Reifenabdrücke recht eintönigem Boden. Erkennbar an der Spur werden die Orientierung des Fahrzeugs und das Maß des Durchrutschens von Reifen, mit dem Ziel das Fahren effizienter zu gestalten.

### Morsen und Schifffahrt
In der Seefahrt gibt es Kennungen, die Lichtphasen entsprechend einem Buchstaben des Morsealphabets abgeben. Beispielsweise morst eine Tonne mit der Bezeichnung „Mo (A) 8s“ das Zeichen „A“ (▄ ▄▄▄ ) mit einer Wiederkehr alle 8 Sekunden. Das SPM Būtingė zeigt den Morsecode ▄ ▄ ▄▄▄  „U“ (Mo(U).Y.8s).
Auch Nebelhorn-Signale von Leuchttürmen oder Häfen werden oft mit einem unterscheidbaren Morsesignal abgegeben. Oft ist es der erste Buchstabe des Ortes oder der Station. Schiffe verwenden die in den Kollisionsverhütungsregeln festgelegten Schallsignale, um bei schlechter Sicht Kollisionen zu vermeiden. Segelschiffe etwa morsen den Buchstaben „D“ ▄▄▄ ▄ ▄  in regelmäßigen Abständen.
Des Weiteren gibt es Radarantwortbaken, die auf ein empfangenes Radarsignal einen Kennbuchstaben morsen.

### Morsen in der Luftfahrt
In der Luftfahrt werden Flugnavigationsfunkanlagen wie z. B. NDB (en. Non Directional Beacon) ILS (en. Instrument Landung System, dt. Instrumentenlandesystem), (D)VOR (en. (Doppler) VHF Omnidirectional Range, dt. (Doppler) Drehfunkfeuer), DME (Distance Measuring Equipment), und TACAN (en. Tactical Air Navigation) eine Kennung (en. Identification, Id) in Form von bis zu 4 Zeichen im Morsecode zugeordnet. Die Kennung wird entweder durch Abhören des Morsecodes zur Verifizierung, dass die richtige Flugnavigationsanlage eingewählt worden ist, oder durch elektronische Erkennung der Kennung in den Flugnavigationsempfängern dekodiert und mit anderen Daten per Datenbus an das FMS (Flight Management Systems) weitergesendet.

### Morsen und Telefon
Das ältere di-dah (▄ ▄▄▄ ) für den Wählton stellt das Morsezeichen „a“ für Amt dar.

### Morsen in der Schmuckindustrie
Heute findet der Morsecode auch in der Kunst, wie beispielsweise in der Herstellung und des Designs von Schmuckstücken aller Art gerne Verwendung. So werden beispielsweise verschiedene Perlenlängen genutzt, um die kurzen und langen Morsesignale abzubilden und versteckte Nachrichten auf Schmuckstücken abzubilden.

### Morsecode-Palindrome
Beispiele für Morsecode-Palindrome, die in lateinischen Buchstaben keine Palindrome mehr ergeben, sind du (▄▄▄ ▄ ▄   ▄ ▄ ▄▄▄ ) oder an (▄ ▄▄▄   ▄▄▄ ▄ ).

## Trivia
Die österreichische Musikgruppe Allerseelen verwendete Morsecodes in ihrem Haiku-Lied Ein Specht klopft aufs Holz. In diesem Lied funken Spechte den Text des Haiku in Morsecodes.